# 4209 Бріґґс
4209 Бріґґс (4209 Briggs) — астероїд головного поясу, відкритий 4 жовтня 1986 року.
Тіссеранів параметр щодо Юпітера — 3,092.